# Irbid
Irbid, l'ancienne Arabella, est la 2e ville la plus peuplée de Jordanie, à 85 km au nord de la capitale Amman, non loin des sites historiques de Pella et Gadara.
Elle compte environ 900 000 habitants, 1 900 000 avec l'agglomération. C'est la préfecture du gouvernorat d'Irbid.
C'est également la ville de naissance de l'ancien premier ministre jordanien Wasfi Tall, au pouvoir pendant les dramatiques évènements de Septembre noir.

## Géographie
La ville est située sur un plateau dominant la vallée du Jourdain. Les sommets voisins arrêtent l'humidité venant de la mer Méditerranée, distante de 80 km. Les environs immédiats sont nettement humides (jusqu'à 600 mm de précipitations par an), alors qu'à tout juste 50 km à l'est commence le désert.
Irbid est située à 68 km — 89 km par la route — au nord d'Amman.
La frontière syrienne est à proximité, le poste frontière de Ramtha se trouve à seulement 30 km. La ville est un point de passage quasi obligé pour les trajets dans le nord du pays.

## Histoire
La cité est traditionnellement au centre du jardin de la Jordanie, ses terres les plus arrosées et les plus fertiles. Les collines alentour sont cultivées depuis des millénaires.
La région est habitée au moins depuis l'Âge du bronze. Elle était connue sous le nom d'« Arabella » avant l'arrivée de l'islam. Les armées musulmanes remportent une victoire décisive sur les Byzantins en 636 à la Bataille du Yarmouk, à 30 km du site actuel d'Irbid. Après l'arrivée des musulmans, la culture de la vigne est abandonnée au profit de celle de l'olivier, qui reste très importante aujourd'hui.
La ville est restée de taille très réduite jusqu'à l'arrivée en 1948-1949 puis, en 1967, de nombreux réfugiés palestiniens, qui constituent encore une part significative de la population.

## Enseignement
Irbid est la ville universitaire de Jordanie. On trouve en plein centre-ville l'Université Yarmouk (fondée en 1976, 17 000 étudiants) et, 20 km à l'est, l'Université de sciences et technologie (fondée en 1986, 16 500 étudiants). L'ambiance d'Irbid est un mélange du conservatisme moyen-oriental et de l'influence libérale de cette importante population étudiante, inconcevable dans les autres villes jordaniennes de province.

## Personnalités
- Naseer Shahir Homoud, homme d'affaires et philanthrope né à Irbid en 1963
- Hani Al-Titi, écrivain palestinien y est décédé en 2007